# Никольская, Галина Петровна
Галина Петровна Никольская (род. 12 декабря 1938, Новгород, Ленинградская область) — советский и российский архитектор-реставратор высшей категории.
В 1956—1959 годах заочно училась в Ленинградском коммунально-строительном техникуме, не закончила его по семейным обстоятельствам; закончила заочно Новгородский строительный техникум (отделение промышленно-гражданского строительства) в 1978 году.
В 1955—1996 годах работала в Новгородской Специальной научно-реставрационной производственной мастерской, с 1990 года была руководительницей архитектурной группы.
В соавторстве с Г. М. Штендером, Л. Е. Красноречьевым и самостоятельно обмеряла церкви Параскевы Пятницы (1957), Михаила Архангела на Торгу (1957), Троицы в Духове монастыре (1960), Владимирского собора Сыркова монастыря (1960), исследовала прясло стены Новгородского Кремля между Фёдоровской и Митрополичьей башнями (1969—1970), Никитский корпус (1967—1970), Знаменский собор (1970) и другие здания.
В 1980—1990 годах разработала, среди прочих, проекты реставрации и приспособления Лихудова корпуса (1984—1989), церкви Никиты Мученика (1992—1996), дома губернатора (1994—1995), трапезной церкви Варлаама Хутынского в Хутынском монастыре (1990-е).